# عبيد الله بن أبي رافع
عُبَيْدُ اللَّهِ بْنُ أَبِي رَافِعٍ، مَوْلَى رَسُولِ اللَّهِ صَلَّى اللَّهُ عَلَيْهِ وَسَلَّمَ. سَمِع: أَبَاهُ، وَعَلِيَّ بْنَ أَبِي طَالِبٍ - وَكَانَ كَاتِبَهُ - وَأَبَا هُرَيْرَةَ. رَوَى عَنْهُ: الْحَسَنُ بْنُ محمد ابن الْحَنَفِيَّةِ، وَالْحَكَمُ بْنُ عُتَيْبَةَ، وَعَبْدُ الرَّحْمَنِ الأَعْرَجُ، وَعَلِيُّ بْنُ الْحُسَيْنِ، وَابْنُهُ مُحَمَّدُ بْنُ عَلِيٍّ، وَابْنُ ابْنِهِ جَعْفَرٌ الصَّادِقُ، وَالزُّهْرِيُّ، وَآخَرُونَ. وَثَّقَهُ أَبُو حَاتِمٍ.، ،.